# 成子湖
成子湖是一个位于中国江苏省洪泽县的湖泊，面积约为280平方千米，平均水深约为2米。